# Парпаров, Фёдор Карпович
Фёдор Карпович (Файвель Калманович) Парпаров (1893—1959) — советский разведчик, майор ГБ (полковник).

## Биография
Родился 23 ноября 1893 года в Велиже (ныне — Смоленской области) в еврейской семье.
Трудовую деятельность начал в 14 лет, работая в Риге в качестве конторщика. В 1918 году был принят в РКП(б), в 1919 году добровольцем пошёл в Красную армию и во время Гражданской войны служил в 5-й армии в качестве комиссара штаба. В 1924 году окончил юридический факультет Московского государственного университета. Был привлечен к сотрудничеству с ГПУ и в феврале 1925 года выехал по линии экономической разведки в Германию для работы в советском Торговом представительстве. В 1929 году был отозван в Москву для переподготовки и последующей переправки в Германию уже для нелегальной разведки.
В начале 1930-х годов Фёдор Карпович возглавлял нелегальную резидентуру в Германии. Имел выход на людей, имевших доступ к документам Министерства иностранных дел и руководства Национал-социалистской партии Германии. Для легализации в этой стране у Парпарова сначала был румынский паспорт, который впоследствии он обменял на документы Коста-Рики. Жена Раиса Иосифовна и сын Лев тоже получили документы Коста-Рики. В начале 1938 года, в связи с предательством В. Кривицкого, был отозван на Родину и 27 мая этого же года был арестован и находился под следствием до июня 1939 года. Был освобожден из-за отсутствия состава преступления и в течение нескольких месяцев добивался восстановления на работе в иностранный отдел (ИНО) НКВД. В результате ходатайства нового начальника разведки П. Фитина — был зачислен в штаты ИНО с присвоением звания майора государственной безопасности, соответствующее армейскому полковнику. В начале 1940 года выехал в Эстонию, выполняя накануне Великой Отечественной войны и задания в Прибалтике.
В июне 1941 года Парпаров был зачислен в состав Особой группы 4-го управления при НКВД, но в октябре возвращен во внешнюю разведку и через Иран был направлен нелегальным резидентом в Швейцарию. Не имея возможности получить швейцарскую въездную визу, был отозван в Москву и снова работал в 4-м управлении НКГБ СССР. В 1944 году, как специалист по Германии, был переведен в Главное управление по делам военнопленных и интернированных НКВД СССР. После войны принимал участие в подготовке Потсдамской конференции, Нюрнбергского процесса и других мероприятиях по организации деятельности советских военных властей в Германии.
Был уволен в отставку летом 1950 года и некоторое время возглавлял военную кафедру в МГУ.
Умер в Москве 9 апреля 1959 года. Урна с прахом захоронена в колумбарии Донского кладбища.
В ГА РФ имеются документы, относящиеся к Парпарову.

## Интересный факт
Имея доступ ко многим материалам допросов и мемуаров на немецком языке, Парпаров создал документальный роман «Неизвестный Гитлер», который он подарил Сталину в день его 70-летия.

## Награды
- Был награждён двумя орденами Красного Знамени и орденом Красной Звезды, а также медалями.